# Praia Morena
A praia Morena situa-se em Angola na província de Benguela, cidade de Benguela. É banhada pelo oceano Atlântico e  é uma das mais conhecidas em Angola.
É muito frequentada porque situa-se proximo à cidade em relação às outras, também é muito visitada pela sua beleza e a sua infra-estrutura bem preservada.